# Bertold Bavarski
Bertold (tudi Perhtold), karantanski (koroški) (927-938/morda do 947) in bavarski vojvoda (938-947). *?,  † 947, pripadnik dinastije Liutpoldincev. 
Bertold je bil sin bavarskega mejnega grofa Liutpolda. Oče Liutpold je leta 907 padel v spopadu med bavarsko-karantansko vojsko in Madžari, po očetovi smrti pa je brat Arnulf očeta nasledil kot bavarski vojvoda. Ko se je leta 913 mati Kunigunda poročila z nemškim kraljem Konradom I., je Konrad poskušal zavladati tudi na Bavarskem, zato je leta 916 napadel Arnulfa in Bertolda, tako da sta začasno zbežala na Madžarsko, od koder sta se vrnila šele po Konradovi smrti leta 918.  Arnulf se je moral takoj nato spopadati z novim nemškim kraljem Henrikom I.,   ki se je v letih 919-921 uspel utrditi na Bavarskem, a je nato Arnulfa priznal za vojvodo. 
Čeprav je Arnulfov brat Bertold vsaj od leta 927 in do 937 imel položaj vojvode (dux) v Karantaniji (Koroški), ki je bila tedaj posebno gospostveno območje (regnum) je brat Arnulf leta 935 omenjen tudi kot »vojvoda Bavarcev in Karantancev«. Arnulf je bavarski vojvodski prestol prepustil sinu Eberhardu. V Karantaniji (Koroški) je tedaj še naprej vladal Bertold. Ko je nemški kralj Oton I. na bavarskem vojvodskem prestolu spodnesel nečaka Eberharda, je na bavarski prestol pripeljal Bertolda, ki je nato kot bavarski vojvoda vladal od leta 938 do leta 947. Od leta 937 se Bertold ne omenja več kot karantanski vojvoda, ampak samo še kot bavarski vojvoda, čeprav je možno, da je v svojih rokah v obliki personalne unije imel obe vojvodski časti. Bertold je bil tako kot poprej svojemu  Arnulfu, kasneje poslušen Otonu I. Leta 943 je dosegel veliko zmago nad Madžari. Ker se je mlajši brat kralja Otona poročil z Arnulfovo hčerjo Judito, je nemški kralj Oton bo Bertoldovi smrti vojvodski prestol na Bavarskem namenil svojemu mlajšemu bratu Henriku I., čeprav je imel Bertold sicer sina Henrika.